# Артабан I од Партије
Артабан I (грч. Αρτάβανος, пар. 𐭍𐭐𐭕𐭓 Ardawān; најкасније око 176. п. н. е. — 124. п. н. е.) је био краљ Партије од 127. п. н. е. до 124. п. н. е.
Био је син партског краља Фријапатија. На престолу је наследио свог синовца Фраата II, после његове погибије у рату са скитским номадским племенима. У време његовог доласка на власт Партско царство је пролазило кроз велике проблеме унутра и споља, али који су брзо били решени. Химер, гувернер Вавилоније и регент у време Фраатовог одсуства, који је својом окрутношћу изазвао незадовољство које се граничило са побуном, изгледа да је био смењен кад је нови краљ дошао на престо, пошто га Јустин више не помиње. Скити, задовољни својом победом, пошто су опустошили Партију, повукли су се. Вероватно желећи да освети пораз свог претходника, Артабан је заратио са Тохарцима, једним од номадских племена. У једном походу против њих 124. п. н. е. био је рањен у руку, од те ране је ускоро умро. На власти га је наследио њин Митридат II.